# Тобіас Шеґль
Тобіас Шеґль (нім. Markus Schiegl; *7 червня 1975, м. Куфштайн, Австрія) — австрійський саночник, який виступає в санному спорті на професійному рівні з 1992 року. Титулований ветеран команди, дебютував в національній команді, як учасник зимових Олімпійських ігор в 1998 році, посівши 4 місце, в 2002 був 6, в 2006 році знову 4, а в 2010 році в Ванкувері посів 5 місце (все в парному розряді). Входить до числа 10 найкращих саночників світу, а в парному розряді виступає разом з братом Маркусом Шеґлем з 1994 року, здобуваючи численні нагороди на світових форумах саночників.